# 蘭帕瑟斯縣 (德克薩斯州)
蘭帕瑟斯縣（英語：Lampasas County）位美國德克薩斯州中部的一個縣。面積1,849平方公里。根据美國2000年人口普查，共有人口17,762人。縣治蘭帕瑟斯（Gatesville）。
成立於1856年2月1日，縣政府成立於3月10日。縣名來自蘭帕瑟斯河（西班牙語「蓮花」的意思）。